# 恩盖迪

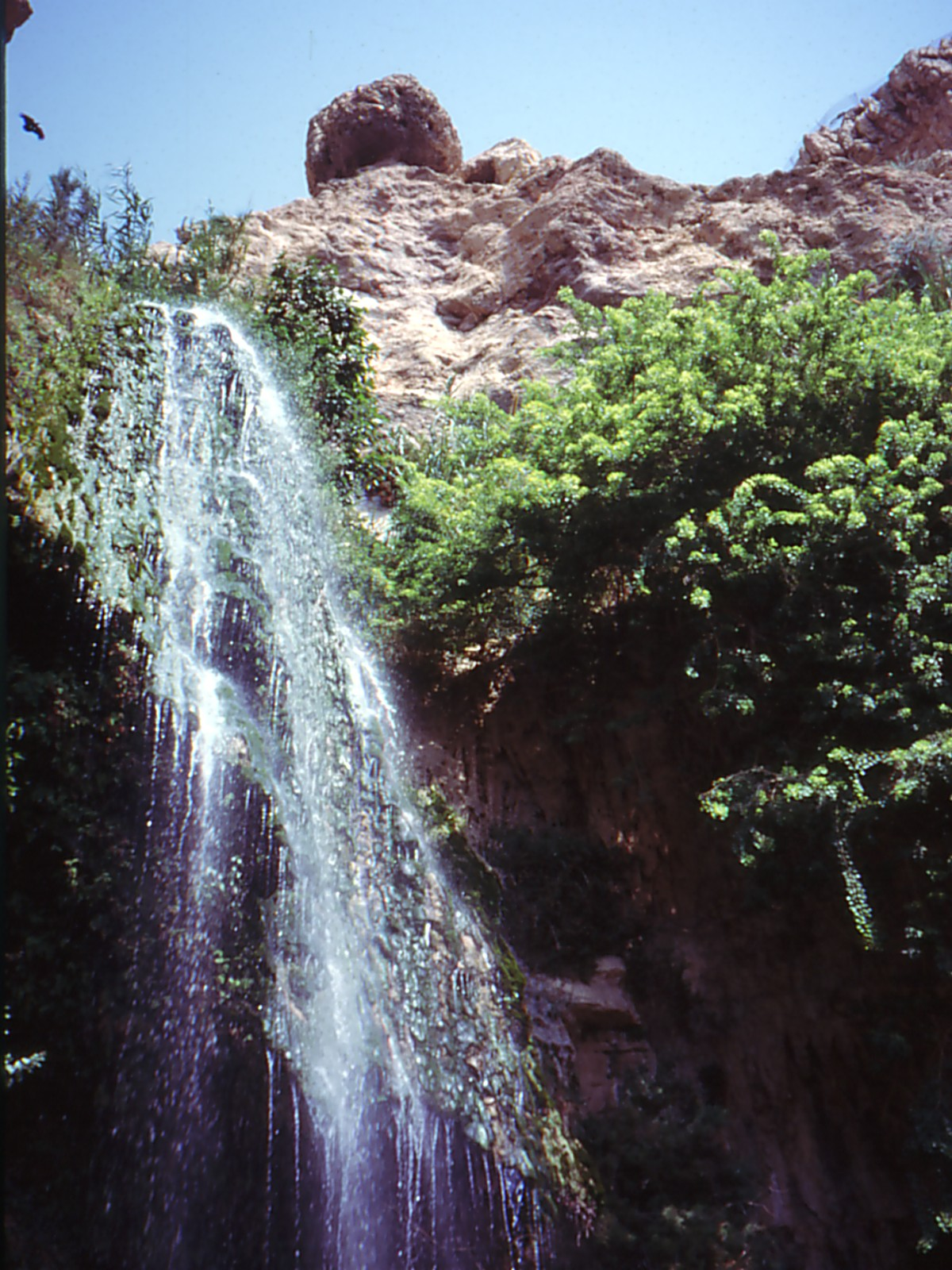
大卫溪的书拉密瀑布

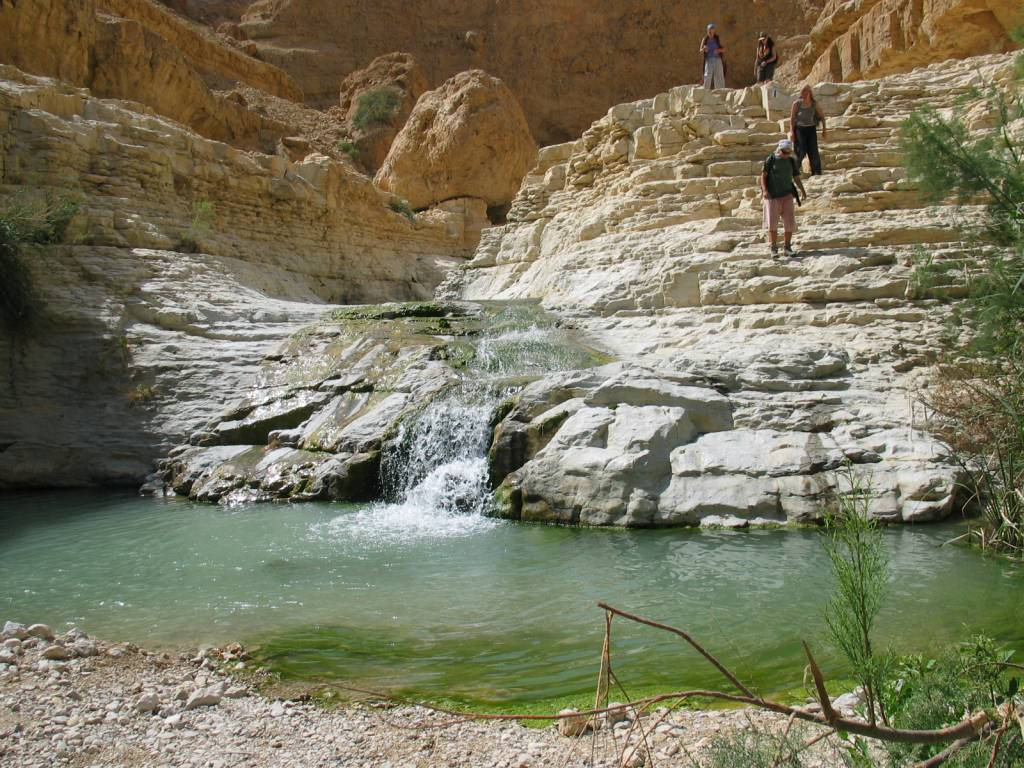
阿尔古溪

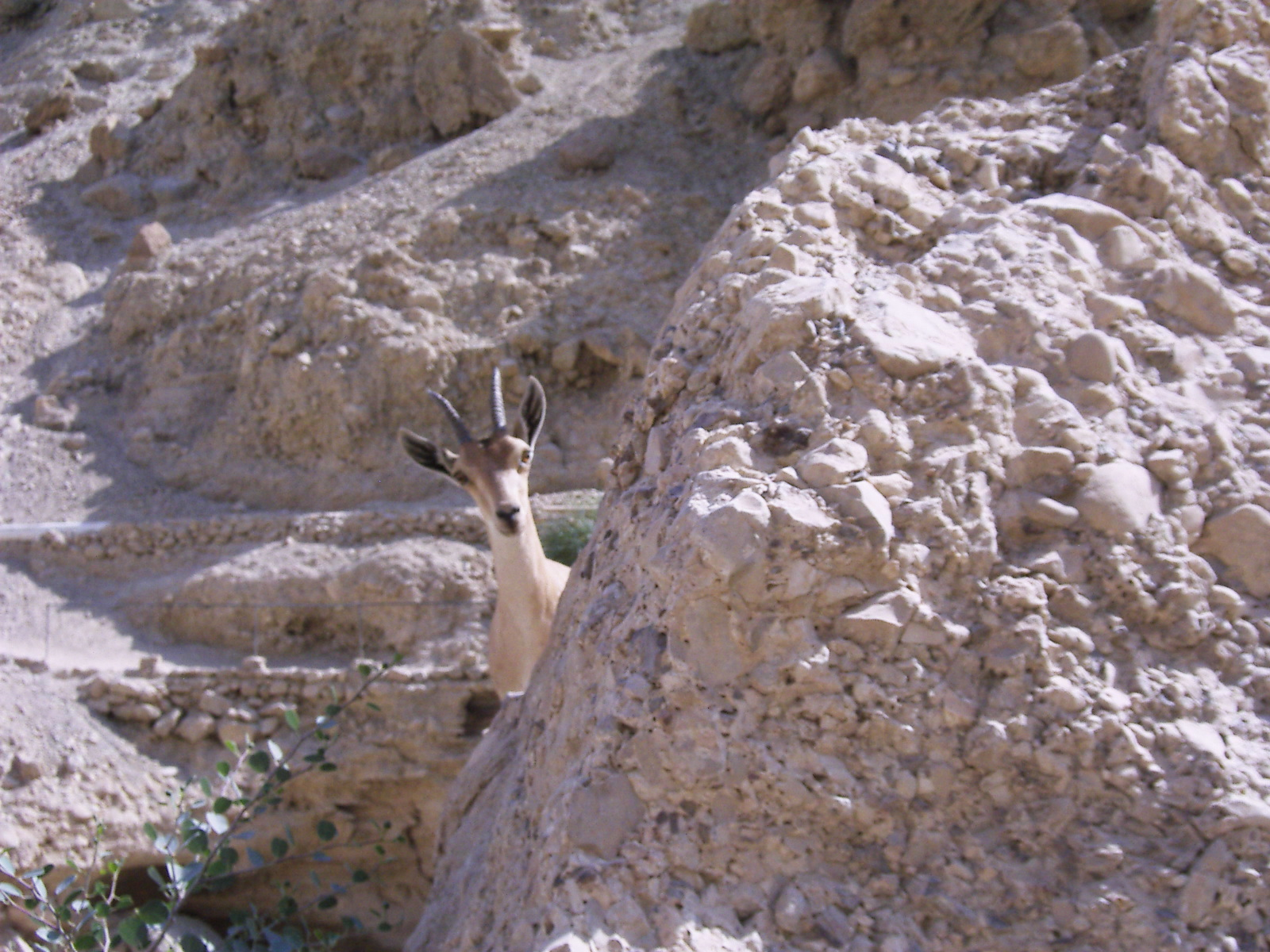
恩盖迪公园的野山羊

恩盖迪 ，又译恩戈地，拉丁拼法Ein Gedi，是位于以色列境内的一处绿洲，处死海西侧，毗邻马萨达和库姆兰（死海古卷发现地），地理坐标为31°27′N 35°23′E / 31.450°N 35.383°E。和合本圣经音译为隐基底，天主教思高本音译为恩革狄。
恩盖迪因其独特的地理，众多的岩洞矿泉，以及种类丰富的动植物群而闻名，是以色列著名的旅游胜地。圣经也多次提及恩盖迪，例如雅歌中「我以我的良人為一棵鳳仙花，在隱基底葡萄園中。」（1章14節）

## 历史
考古发掘发现了公元前三千年前的建筑物遗迹，证明此地曾存在以农业为基础的文明，并已经发展出了历法，可以确定两分两至。
后来犹太人在此建立了恩盖迪城，该城曾以出产一种秘制香料而闻名，远销希腊、罗马等地，并以此积累了大量财富。但拜占庭帝国皇帝查士丁尼一世在迫害犹太人时摧毁了该城，这种香料也就此失传。13世纪到1948年第一次中东战争间，数个犹太人和贝都因人聚落曾在此活动，但都未形成永久定居点。
1848年4月，威廉·弗朗西斯·林奇带领一支美国探险队从约旦河汇入死海， 美国探险队“发现”恩盖迪，并将其命名为乔治·华盛顿泉
。
1956年，一些犹太人在恩盖迪绿洲旁建立了一座同名的基布兹，以生产反季节水果和矿泉水著称。
1972年，以色列政府将恩盖迪列为自然保护区，如今它已是以色列最重要的国家公园之一。

## 国家公园
恩盖迪公园东起死海（海平面下418米），西抵朱代（Judea）沙漠（海平面上200米），地理落差六百余米。公园里泉水众多，并有两条常年流淌的溪流：大卫溪和阿尔古溪，每年总流量约为三百万立方米，主要用于农业灌溉和饮用。
公园中热带、沙漠、草原和地中海等地貌交错，为众多物种的繁衍提供了死海附近殊为难得的生存条件。除了繁多的植物种类外，恩盖迪公园已观测到了两百种以上的鸟类。哺乳动物有野山羊和蹄兔等。
2005年夏，一名游客遗落的香烟引发山火，烧毁了近三分之二的绿地。

## 植物园

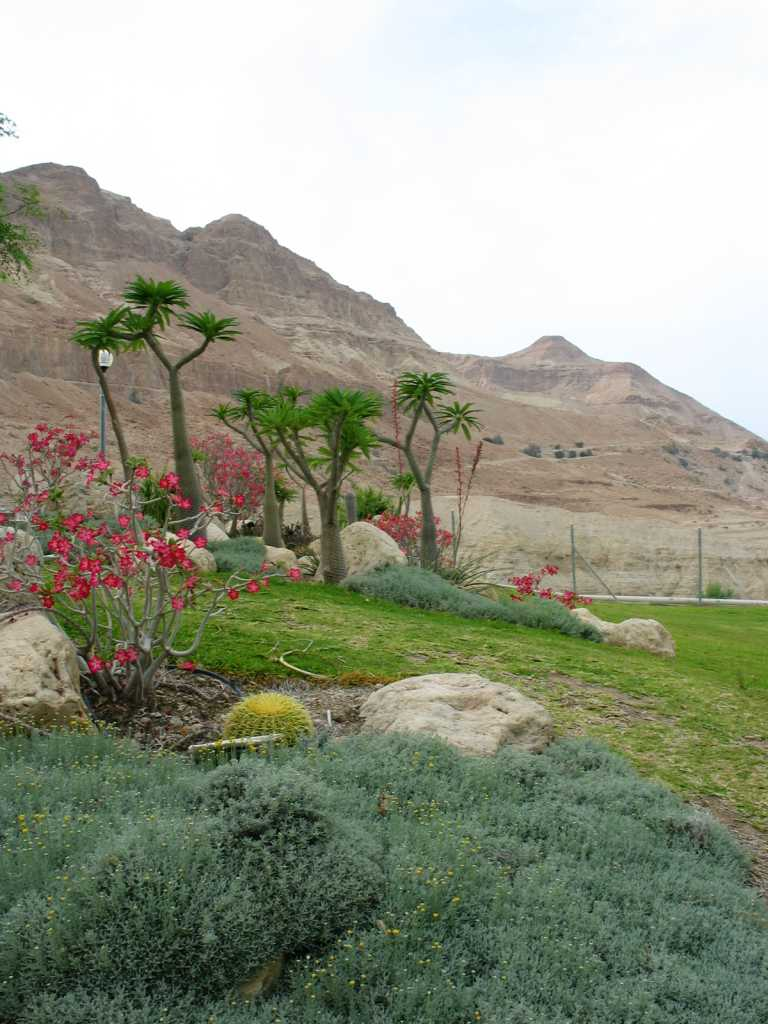
位于恩盖迪基布兹的植物园

恩盖迪植物园位于恩盖迪基布兹内，占地24.7公顷，因植有逾九百种植物而享誉国际。